# Obernberg am Inn
Obernberg am Inn è un comune austriaco di 1 613 abitanti nel distretto di Ried im Innkreis, in Alta Austria; ha lo status di comune mercato (Marktgemeinde).

## Monumenti e luoghi d'interesse
- Castello di Obernberg